# 品川医師射殺事件
品川医師射殺事件（しながわいししゃさつじけん）とは、1994年10月に発生した殺人事件。

## 概要
1994年10月25日午前8時頃、東京都品川区の京浜急行電鉄京急本線青物横丁駅の二階改札口近くで、病院医長（当時47歳）が後ろから元会社員の男に拳銃で撃たれた。被害者は病院に運ばれるも死亡し、撃った男はスクーターで逃亡した。10月29日に加害者の男（当時37歳）が逮捕された。
加害者の男は1993年6月に、被害者執刀の手術で体調の不調を訴え、被害者の勤務先の病院に出向いて抗議をするなどしており、診療をめぐるいざこざが動機であった。加害者の男は1994年9月中旬頃にたまたま通りかかった暴力団事務所に入り初対面の国粋会系暴力団組員（当時29歳）に拳銃購入を持ちかけ、10月に暴力団組員を通じてトカレフ型拳銃と実弾7発を計140万円で購入した。暴力団組員は11月1日に逮捕された。
加害者の男は精神科に通院していたが、東京地検は責任能力はあるとして起訴した。
1997年8月12日、東京地裁は加害者の男に対し、「入手した拳銃の試射や逃走用スクーターの用意等から被告は犯行時に沈着冷静に行動していた」として心神耗弱を認定して懲役12年（求刑、懲役15年）を言い渡した。1998年8月6日に被告の控訴を棄却した。
一方で拳銃を譲り渡した暴力団組員の刑事裁判では1995年2月2日に東京地裁で懲役6年罰金80万円（求刑、懲役7年罰金100万円）の有罪判決を言い渡された。